# Copa USA (1992)
No confundir con la Lamar Hunt U.S. Open Cup.
La Copa USA o Copa Estados Unidos (en inglés, U.S. Cup) fue una copa de fútbol amistosa que se celebró anualmente en los Estados Unidos desde 1992 al año 2000 en la competición masculina y desde 1995 y 2002 en la femenina, considerando como la precesora del torneo She Believes Cup, a excepción de los años la Copa Mundial de Fútbol en 1994 y 1998. La copa fue organizada por la Federación de Fútbol de los Estados Unidos.
Participaban en ella la selección de fútbol de los Estados Unidos y tres equipos invitados, la copa se creó para popularizar el fútbol en los Estados Unidos.

## Formato
La copa se jugaba tradicionalmente en un único formato de sistema de todos contra todos entre los cuatro equipos participantes nacionales.
La edición del año 1999 del torneo masculino se jugó en un torneo de eliminación simple. La primera ronda fue la semifinal. Los perdedores de las semifinales jugaron entonces un partido de tercer lugar, y los ganadores de las semifinales jugaban el último partido. También se ha jugado el torneo femenino con el mismo formato, aunque en el torneo suceror She Believes Cup se usa el formato de todos contra todos.

## Lista de campeones

### Torneo masculino
| Año          | Campeón        | Segundo        | Tercero        | Cuarto         |
| ------------ | -------------- | -------------- | -------------- | -------------- |
| 1992 detalle | Estados Unidos | Italia         | Irlanda        | Portugal       |
| 1993 detalle | Alemania       | Brasil         | Estados Unidos | Inglaterra     |
| 1995 detalle | Estados Unidos | Colombia       | México         | Nigeria        |
| 1996 detalle | México         | Irlanda        | Estados Unidos | Bolivia        |
| 1997 detalle | México         | Dinamarca      | Perú           | Estados Unidos |
| 1999 detalle | México         | Estados Unidos | Guatemala      | Bolivia        |
| 2000 detalle | Estados Unidos | Irlanda        | México         | Sudáfrica      |

### Torneo femenino
| Año  | Campeón        | Segundo   | Tercero   | Cuarto        |
| ---- | -------------- | --------- | --------- | ------------- |
| 1995 | Estados Unidos | Noruega   | Australia | China Taipéi  |
| 1996 | Estados Unidos | China     | Japón     | Canadá        |
| 1997 | Estados Unidos | Italia    | Australia | Canadá        |
| 1998 | Estados Unidos | Brasil    | Rusia     | México        |
| 1999 | Estados Unidos | Brasil    | Finlandia | Corea del Sur |
| 2000 | Estados Unidos | Canadá    | México    | Corea del Sur |
| 2002 | Estados Unidos | Australia | Italia    | Rusia         |

## Títulos por selección

### Torneo masculino
- Estados Unidos (3): (1992, 1995, 2000).
- México (3): (1996, 1997, 1999).
- Alemania (1): (1993).

### Torneo femenino
- Estados Unidos (7): (1995, 1996, 1997, 1998, 1999, 2000, 2002).